# Savoy (Massachusetts)
Savoy es un pueblo ubicado en el condado de Berkshire en el estado estadounidense de Massachusetts. En el Censo de 2010 tenía una población de 692 habitantes y una densidad poblacional de 7,42 personas por km².

## Geografía
Savoy se encuentra ubicado en las coordenadas 42°35′39″N 73°1′20″O / 42.59417, -73.02222. Según la Oficina del Censo de los Estados Unidos, Savoy tiene una superficie total de 93.29 km², de la cual 92.84 km² corresponden a tierra firme y (0.49%) 0.45 km² es agua.

## Demografía
Según el censo de 2010, había 692 personas residiendo en Savoy. La densidad de población era de 7,42 hab./km². De los 692 habitantes, Savoy estaba compuesto por el 93.79% blancos, el 1.88% eran afroamericanos, el 0.58% eran amerindios, el 0.29% eran asiáticos, el 0% eran isleños del Pacífico, el 0% eran de otras razas y el 3.47% pertenecían a dos o más razas. Del total de la población el 1.3% eran hispanos o latinos de cualquier raza.